# Days Between Stations
Days Between Stations ist eine amerikanische Progressive-Rock-/Art-Rock-Band.

## Geschichte
Das Duo aus dem iranischstämmigen Gitarristen Sepand Samzadeh und dem Keyboarder Oscar Fuentes fand 2003 in Los Angeles zusammen, nachdem Samzadeh eine Anzeige im Music Connection-Magazin geschaltet hatte. Die Band benannte sich nach einem 1985 veröffentlichten Roman von Steve Erickson. 2004 schickten die beiden eine CD voller Improvisationen an Bruce Soord von The Pineapple Thief, der Teile davon auf 12 Stories Down verwendete.
Für die Produktion ihres ersten Albums engagierten Samzadeh und Fuentes den Young-Dubliners-Schlagzeuger Jon Mattox, den Gitarristen Jeremy Castillo, den argentinischen Bassisten Vivi Rama, den Saxophonisten Jason Hemmens, die Sängerin Hollie Shepard, den Trompeter Sean Erick und den Posaunisten Kevin Williams. Samzadehs Onkel Jeffrey Samzadeh sang einige Passagen im Stil der traditionellen iranischen Musik ein (Requiem for the Living).
Die selbstbetitelte Debüt-CD erschien im Oktober 2007 auf Bright Orange Records, mit Unterstützung des Toningenieurs Evren Goknar, der schon für Queensrÿche, die Red Hot Chili Peppers und Yes gearbeitet hat.
Das zweite Album In Extremis wurde mit hochkarätigen Gastmusikern wie Peter Banks, Tony Levin, Rick Wakeman, Billy Sherwood und Colin Moulding (XTC) eingespielt und 2013 veröffentlicht.

## Diskografie
- 2007: Days Between Stations
- 2013: In Extremis
- 2020: Giants
- 2025: Perpetual Motion Pictures